# Taraira
Taraira è un comune della Colombia facente parte del dipartimento di Vaupés.
L'abitato venne fondato da alcuni cercatori d'oro nel 1985, mentre l'istituzione del comune è del 22 novembre 1992. Risulta essere il comune meno popolato del paese ed è accessibile solo per via aerea.